# Ágaskopoltyús kérészek
Az ágaskopoltyús kérészek (Leptophlebiidae), a rovarok (Insectia) osztályába, kérészek (Ephemeroptera) rendjébe, ezen belül a Furcatergalia nevű alrendbe tartozó család. Mintegy 600 fajával, a kérészek rendjének egyik legnépesebb családja.
Fajaik világszerte elterjedtek, lárváik elsősorban folyókban, patakokban élnek, de megtalálhatók tavak parti zónájában is.
A nőstények, petéiket a vízbe rakják. A lárvák általában kúszó típusúak, de vannak lapos testű, áramlást követő fajok is. Közös jellemzőik még az elágazó tracheakopoltyúk, melyek a nimfák légzőszervei. Erről kapták magyar nevüket is.
Kövek alatt és az üledékben élnek, algákkal és szerves törmelékkel táplálkoznak, de vannak fajok, melyek a halikrákat is elfogyasztják.

## Megjelenésük
Az ágaskopoltyús kérészek testének hossza többségében 0,8–1 cm, de 0,4-től egészen 1,5 cm-ig is terjedhet a testhossz. A fajok többsége sárgásbarna színű, de előfordulnak sötétebb, akár fekete fajok is. Szárnyaik hosszanti erei sötét színezetűek, a második pár szárny kicsi.
A hímek szeme jellegzetesen nagy és két részből áll, egy felfelé tekintő nagyobból, és egy lefelé tekintő kisebből. Potrohuk végén mindig három nyúlvány látható. (Két fartoldalék (cercus) és egy végfonál (filum terminale))

## Rendszerezésük[1]
A család fajait 3 alcsaládban illetve számos nembe sorolhatjuk be.
| - Atalophlebiinae (Peters, 1980) - Acanthophlebia (Towns, 1983) - Adenophlebia (Eaton, 1881) - Adenophlebiodes (Ulmer, 1924) - Amoa (W.L.Peters & J.G.Peters, 2000) - Aprionyx (Barnard, 1932) - Arachnocolus (Towns & Peters, 1979) - Archethraulodes (Pescador & Peters, 1982) - Askola (Peters, 1969) - Atalomicria (Harker, 1954) - Atalophlebia (Eaton, 1881) - Atalophlebioides (Phillips, 1930 [a Deleatidium nem alnemeként; nemként Ulmer, 1938]) - Atopophlebia (Flowers, 1980) - Aureophlebia (W.L.Peters & J.G.Peters, 2000) - Austroclima (Towns & W.L.Peters, 1979) - Austronella (Towns, 1983) - Austrophlebioides (Campbell & Suter, 1988) - Barba (Grant & W.L.Peters, 1993) - Bessierus (Thomas & Orth in Thomas, Orth, Horeau & Dominique, 2001) - Bibulmena (Dean, 1987) - Blasturophlebia (Demoulin, 1968) - Borinquena (Traver, 1938) - Careospina (Peters, 1971) - Castanophlebia (Barnard, 1932) - Celiphlebia (Peters & Peters, 1980) - Chiusanophlebia (Ueno, 1969) - Choroterpes (Eaton, 1881) - Choroterpides (Ulmer, 1939) - Clavineta (Sinitshenkova, 1991) - Coula (Peters & Peters, 1980) - Cryophlebia (Towns & Peters, 1979) - Dactylophlebia (Pescador & Peters, 1980) - Deleatidium (Eaton, 1899) - Demoulinellus (Pescador & W.L.Peters, 1982) - Ecuaphlebia (Dominguez, 1988) - Edmundsula (Sivaramakrishnan, 1985) - Farrodes (Peters, 1971) - Fasciamirus (W.L.Peters, J.G.Peters & Edmunds, 1990) - Fittkaulus (Savage & Peters, 1978) - Fulleta (Navás, 1930) - Fulletomimus (Demoulin, 1956) - Garinjuga (Campbell & Suter, 1988) - Gonserellus (Pescador, 1997) - Hagenulites (Staniczek, 2003) - Hagenulodes (Ulmer, 1920) - Hagenulopsis (Ulmer, 1920) - Hagenulus (Eaton, 1882) - Hapsiphlebia (Peters & Edmunds, 1972) - Hermanella (Needham & Murphy, 1924) - Hermanellopsis (Demoulin, 1955) - Homothraulus (Demoulin, 1955) - Hylister (Dominguez & Flowers, 1989) - Indialis (Peters & Edmunds, 1970) - Isca (Gillies, 1951) - Isothraulus (Towns & Peters, 1979) - Jappa (Harker, 1954) - Kalbaybaria (Campbell, 1993) - Kaninga (Dean, 2000) - Kariona (W.L.Peters & J.G.Peters, 1981) - Kimminsula (Peters & Edmunds, 1970) - Kirrara (Harker, 1954) - Koorrnonga (Campbell & Suter, 1988) - Kouma (W.L.Peters, J.G.Peters & Edmunds, 1990) - Leentvaaria (Demoulin, 1966) - Lepegenia (Peters, Peters & Edmunds, 1978) - Lepeorus (Peters, Peters & Edmunds, 1978) - Loamaggalangta (Dean, Forteath & Osborn, 1999) - Magallanella (Pescador & Peters, 1980) - Magnilobus (Grant & W.L.Peters, 1993) - Maheathraulus (Peters, Gillies & Edmunds, 1964) - Mandreca (Bello, 2000) - Massartella (Lastage, 1930) - Massartellopsis (Demoulin, 1955) - Mauiulus (Towns & Peters, 1979) - Megaglena (Peters & Edmunds) - Meridialaris (Peters & Edmunds, 1972) | - - Microphlebia (Savage & Peters, 1983) - Miroculis (Edmunds, 1963) - Miroculitus (Savage & Peters, 1983) - Nathanella (Demoulin, 1955) - Neboissophlebia (Dean, 1988) - Needhamella (Dominguez & Flowers, 1989) - Neochoroterpes (Allen, 1974 [a Choroterpes nem alnemeként; nemként Henry 1993]) - Neohagenulus (Traver, 1938) - Neozephlebia (Penniket, 1961) - Nesophlebia (Peters & Edmunds, 1964) - Nonnullidens (Grant & W.L.Peters, 1993) - Notachalcus (Peters & Peters, 1981) - Notophlebia (Peters & Edmunds, 1970) - Nousia (Navás, 1918) - Nyungara (Dean, 1987) - Oumas (W.L.Peters & J.G.Peters, 2000) - Ounia (W.L.Peters & J.G.Peters, 1981b) - Papposa (W.L.Peters & J.G.Peters, 1981) - Paraluma(W.L.Peters & J.G.Peters, 2000) - Paramaka (Savage & Dominguez, 1992) - Peloracantha (W.L.Peters & J.G.Peters, 1980) - Penaphlebia (Peters & Edmunds, 1972) - Perissophlebiodes (Savage, 1983) - Petersophlebia (Demoulin, 1973) - Petersula (Sivaramakrishnan, 1984) - Polythelias (Demoulin, 1973) - Poya (Peters & Peters, 1980) - Radima (Akers, W.L.Peters & J.G.Peters, 2003) - Radima (edmundsorum Akers, Peters & Peters, 2003) - Rhigotopus (Pescador & Peters, 1982) - Secochela (Pescador & Peters, 1982) - Simothraulopsis (Demoulin, 1966) - Simothraulus (Ulmer, 1939) - Simulacala (W.L.Peters, J.G.Peters & Edmunds, 1990) - Sulawesia (Peters & Edmunds, 1989) - Sulu (Grant & W.L.Peters, 1993) - Tenagophila (W.L.Peters, J.G.Peters & Edmunds, 1996) - Tepakia (Towns & Peters, 1996) - Terpides (Demoulin, 1966) - Thraulodes (Ulmer, 1920) - Thraulophlebia (Demoulin, 1955) - Thraulus (Eaton, 1881) - Tikuna (Savage, Flowers & Porras, 2005) - Tillyardophlebia (Dean, 1997) - Tindea (Peters & Peters, 1980) - Traverella (Edmunds, 1948) - Traverina (Peters, 1971) - Ulmeritoides (Traver, 1959 [az Ulmeritus nem alnemeként; nemként Dominguez 1991]) - Ulmeritus (Traver, 1956) - Ulmerophlebia (Demoulin, 1955b) - Xenophlebia (Demoulin, 1968) - Zephlebia (Penniket, 1961) - Leptophlebiinae (Banks, 1900) - Calliarcys (Eaton, 1881) - Dipterophlebiodes (Demoulin, 1954) - Gilliesia (Peters & Edmunds, 1970) - Habroleptoides (Schoenemund, 1929) - Habrophlebia (Eaton, 1881) - Habrophlebiodes (Ulmer, 1920) - Hydrosmilodon (Flowers & Dominguez, 1992) - Leptophlebia (Westwood, 1840) - Lisetta (Thomas & Dominique in Thomas, Dominique & Yannick, 2005) - Manggabora (Dean & Suter, 2004) - Paraleptophlebia (Lestage, 1917) - Mesonetinae (Tshernova, 1969) - Conovirilus (McCafferty, 1997) - Cretoneta (Tshernova, 1971) - Furvoneta (Sinitshenkova, 1990) - Lepismophlebia (Demoulin, 1968) - Leptoneta (Sinitshenkova, 1989) - Litophlebia (Hubbard & Riek, 1978) - Mesoneta (Brauer, Redtenbacher & Gangibauer, 1889) - Siphangarus (Sinitshenkova, 2000) - Thuringopteryx (Kuhn, 1937) |